# Nombre 170
El nombre 170 (CLXX) és el nombre natural que segueix el nombre 169 i precedeix el nombre 171.
La seva representació binària és 10101010, la representació octal 252 i l'hexadecimal AA.
La seva factorització en nombres primers és 2×5×17; altres factoritzacions són 1×170 = 2×85 = 5×34 = 10×17; és un nombre 3-gairebé primer: 5 × 2 × 17 = 170.